# Игнатов (Волгоградская область)
Игнатов — хутор в Серафимовичском районе Волгоградской области, в составе Теркинского сельского поселения.
Население — 124 (2015) человека.

## История
Хутор относился к юрту станицы Кепинской Усть-Медведицкого округа Области Войска Донского (до 1871 года — Земля Войска Донского), согласно Списку населённых мест Земли Войска Донского по переписи 1859 года на хуторе проживало 70 мужчин и 90 женщин.
Население было преимущественно неграмотным. Согласно переписи населения 1897 года на хуторе проживало 194 мужчины и 183 женщины, больше половины населения было неграмотным: грамотных мужчин — 63, женщин — нет. Согласно алфавитному списку населённых мест Области Войска Донского 1915 года на хуторе имелось хуторское правление, церковно-приходская школа, земельный надел общий со станицей, всего на хуторе проживало 233 мужчины и 228 женщин.
В 1921 году включён в состав Царицынской губернии. С 1928 года хутор — в составе Фроловского района Сталинградского округа (упразднён в 1930 году) Нижне-Волжского края (с 1934 года — Сталинградского края). Хутор являлся центром Игнатовского сельсовета. С 1935 года — в составе Сулимовского района (в июле 1937 года переименован в Зимняцкий, в октябре того же года — во Фрунзенский) Сталинградского края (с 1936 года — Сталинградской области, с 1961 года — Волгоградской области). В 1936–1937 гг. (точная дата не установлена) Игнатовский сельсовет был переименован в Орлиновский. В 1954 году Голубинский, Орлиновский и Теркинский сельсоветы были объединены в Теркинский сельсовет (хутора – Головский, Голубинский, Игнатов, Назаров, Орлиновский, Орлов, Теркинский). В 1963 году в связи с упразднением Фрунзенского района хутор Игнатов включён в состав Серафимовичского района.

## География
Хутор находится в степной местности. Высота центра населённого пункта около 80 метров над уровнем моря. К западу от хутора в естественном понижении местности заболоченная местность. К востоку простираются Арчединско-Донские пески. На юге граничит с хутором Орлиновский. Почвы — чернозёмы южные, почвообразующие породы — пески.
По автомобильным дорогам расстояние до областного центра города Волгоград — 230 км, до районного центра города Серафимович — около 60 км.
Часовой пояс
Игнатов, как и вся Волгоградская область, находится в часовой зоне МСК (московское время). Смещение применяемого времени относительно UTC составляет +3:00.

## Население
Динамика численности населения по годам:
| 1859 | 1873 | 1897 | 1915 | 1987 |
| ---- | ---- | ---- | ---- | ---- |
| 160  | 206  | 377  | 461  | ≈200 |

| 2010 | 2014 | 2015 |
| ---- | ---- | ---- |
| 118  | ↗122 | ↗124 |